# Елміра (Нью-Йорк)
Елміра (англ. Elmira) — місто (англ. city) в США, в окрузі Чеманг штату Нью-Йорк. Населення — 26 523 особи (2020).

## Географія
Елміра розташована за координатами 42°5′36″ пн. ш. 76°48′35″ зх. д. / 42.09333° пн. ш. 76.80972° зх. д. (42.093388, -76.809610).  За даними Бюро перепису населення США в 2010 році місто мало площу 19,62 км², з яких 18,77 км² — суходіл та 0,85 км² — водойми.

### Клімат
| Клімат : Елміра                       | Клімат : Елміра | Клімат : Елміра | Клімат : Елміра | Клімат : Елміра | Клімат : Елміра | Клімат : Елміра | Клімат : Елміра | Клімат : Елміра | Клімат : Елміра | Клімат : Елміра | Клімат : Елміра | Клімат : Елміра | Клімат : Елміра |
| Показник                              | Січ.            | Лют.            | Бер.            | Квіт.           | Трав.           | Черв.           | Лип.            | Серп.           | Вер.            | Жовт.           | Лист.           | Груд.           | Рік             |
| Абсолютний максимум, °C               | 22,2            | 21,1            | 30,0            | 33,9            | 35,6            | 38,9            | 40,0            | 38,9            | 41,7            | 33,9            | 30,6            | 20,6            | 41,7            |
| Середній максимум, °C                 | 0,5             | 2,1             | 6,9             | 14,4            | 20,9            | 25,7            | 27,9            | 27,1            | 22,8            | 15,9            | 9,3             | 2,9             | 14,7            |
| Середній мінімум, °C                  | −9,4            | −8,6            | −5,2            | 0,9             | 6,1             | 11,6            | 14,1            | 13,2            | 8,9             | 2,7             | −1,2            | −6,2            | 2,2             |
| Абсолютний мінімум, °C                | −31,1           | −29,4           | −23,3           | −14,4           | −6,1            | 0,0             | 4,4             | −0,6            | −5              | −9,4            | −16,1           | −26,7           | −31,1           |
| Норма опадів, мм                      | 50              | 48              | 68              | 79              | 78              | 108             | 95              | 92              | 89              | 78              | 76              | 60              | 921             |
| Днів з опадами                        | 11,6            | 9,6             | 10,9            | 12,5            | 13,0            | 12,8            | 11,7            | 11,0            | 10,7            | 11,4            | 11,5            | 11,2            | 137,9           |
| Днів зі снігом                        | 6,3             | 5,2             | 3,6             | ,7              | 0               | 0               | 0               | 0               | 0               | ,1              | 1,4             | 4,1             | 21,4            |
| ------------------------------------- | --------------- | --------------- | --------------- | --------------- | --------------- | --------------- | --------------- | --------------- | --------------- | --------------- | --------------- | --------------- | --------------- |
| Джерело: NOAA (extremes 1894–present) |                 |                 |                 |                 |                 |                 |                 |                 |                 |                 |                 |                 |                 |

## Демографія
Згідно з переписом 2010 року, у місті мешкало 29 200 осіб у 10 991 домогосподарстві у складі 6209 родин. Густота населення становила 1488 осіб/км².  Було 12313 помешкання (628/км²).
Расовий склад населення:
| - 78,3 % — білих - 14,6 % — чорних або афроамериканців - 0,6 % — азіатів - 0,4 % — корінних американців - 1,0 % — осіб інших рас |

До двох чи більше рас належало 5,0 %. Частка іспаномовних становила 4,3 % від усіх жителів.
За віковим діапазоном населення розподілялося таким чином: 23,7 % — особи молодші 18 років, 64,5 % — особи у віці 18—64 років, 11,8 % — особи у віці 65 років та старші. Медіана віку мешканця становила 33,9 року. На 100 осіб жіночої статі у місті припадало 102,4 чоловіків;  на 100 жінок у віці від 18 років та старших — 101,4 чоловіків також старших 18 років.
Середній дохід на одне домашнє господарство  становив 46 074 долари США (медіана — 32 646), а середній дохід на одну сім'ю — 52 798 доларів (медіана — 40 012). Медіана доходів становила 43 765 доларів для чоловіків та 31 426 доларів для жінок. За межею бідності перебувало 30,9 % осіб, у тому числі 43,3 % дітей у віці до 18 років та 16,6 % осіб у віці 65 років та старших.
Цивільне працевлаштоване населення становило 10 332 особи. Основні галузі зайнятості: освіта, охорона здоров'я та соціальна допомога — 32,5 %, роздрібна торгівля — 13,0 %, мистецтво, розваги та відпочинок — 11,1 %, виробництво — 11,0 %.

## Персоналії
- Гарольд Роуч (1892-1992) — американський продюсер, режисер і актор.

## Об'єкти
- Національний музей планеризму (англ. National Soaring Museum), в якому відбувалися зйомки фільму «Афера Томаса Крауна (1999)».